# Karl Abt
Karl Abt était un peintre allemand, né le 18 décembre 1899 à Pforzheim, il est décédé le 28 novembre 1985.

## Biographie
Fils d'un ouvrier bijoutier, il peint dès l'âge de douze ans ses premières peintures à l'huile. Pour affirmer son talent, ses parents lui permettent de suivre des cours à l'école des arts décoratif de la ville de Pforzheim. Parmi tous ses proches, la mère de Abt soutient sa vocation artistique. En 1917 Karl Abt est appelé au service militaire et doit abandonner son art. À la fin de la guerre, suivant les souhaits de son père, il commence un apprentissage de bijoutier. Il reprendra sa carrière artistique quelques années plus tard en 1928 à l'école régionale de Karlsruhe. À partir de 1935, Karl Abt travaille comme artiste libre à Pforzheim où il est reconnu comme peintre paysagiste et pour ses peintures florales.